# 馬少方
馬少方（1964年11月—），江苏省江都县人，中华人民共和国持不同政见者，《零八憲章》簽署人之一。
1989年六四事件时，任北京高校學生自治聯合會的常委，原為北京電影學院學生。曾在天安門廣場上參與絕食。6月13日，被北京市公安局列入21名高自联骨干之一，受到通缉。18日，《人民日报》报道，马少方投案自首。1990年10月，他因反革命宣传煽动罪被判入狱三年。1992年6月获释，在北京工作。1993年4月，因公安警察骚扰被迫返回江苏家中。1994年5月，他与王丹等异议人士一起向全国人民代表大会提交请愿书，要求对六四事件进行重新定性。此后，从事短期工作，定居于深圳。2014年6月，《纽约时报》中文网的报道指他是一名管理顾问。
馬少方認為，北高聯在六四學運中沒起多大作用，常委、主席不能說是領袖，因為在學生中沒有號召力、感染力，也沒有傳播過什麼思想。他們任務只是設計口號，遊行時間和路線圖，其他的是由各高校學生自治處理。 

## 外部參考
1. ↑  . 人民网，来源：人民日报图文数据库（1946-2020），《人民日报》1989年6月18日第3版.   [2020-12-04] （简体中文）.
2. ↑  Mosher, Stacy. . HRI China. May 26, 2004. （原始内容存档于2018-04-13）. （页面存档备份，存于）
3. ↑  杰安迪. . 纽约时报中文网. 2014-06-04  [2020-12-04]. （原始内容存档于2021-01-16） （简体中文）. （页面存档备份，存于）
4. ↑  [永久]
5. ↑  .   [2009-06-05]. （原始内容存档于2019-07-19）. （页面存档备份，存于）